# 외포항 (강화군)
외포항(外浦港)은 인천광역시 강화군 내가면 외포리 547지선에 있는 어항이다. 해상교통이 빈번한 곳으로서 석모도의 보문사를 비롯하여 주문도, 볼음도를 방문하는 관광객이 붐비고 있다. 지방어항으로 지정하여 관리하고 있다. 시설관리자는 강화군수이다.
당초 명칭은 정포항이었으나, 2018년 7월 9일 외포항으로 명칭이 변경되었다.

## 어항구역
본 항의 어항구역은 다음과 같다.
- 기존선착장 기점에서 S74° E 방향으로 210m 지점부터 정남방향으로 300m 이동한 지점과, 이 지점으로부터 N77°W 방향으로 660m 이동한점, 그리고 이지점으로부터 정북방향으로 150m를 이은 곳에 형성된 공유수면.[1]
- 아래의 ㉮ ㉯ ㉰ ㉱ 지점을 연결한 선내의 해역 (165,000m2)[2]
  - ㉮ : 기존선착장(547-69잡)기점에서 S74˚E방향으로 210m 이동한 지점 (X:466,920.22, Y:145,446.63), (37˚42′01.24″N, 126˚22′53.06″E)
  - ㉯ : ㉮점에서 정남 방향으로 300m 이동한 지점 (X:466,620.22, Y:145,446.63), (37˚41′51.51″N, 126˚22′53.14″E)
  - ㉰ : ㉯점에서 N77˚W방향으로 660m 이동한 지점 (X:466,768.20, Y:144,804.54), (37˚41′56.17″N, 126˚22′26.89″E)
  - ㉱ : ㉰점에서 정북 방향으로 150m 이동한 지점 (X:466,918.08, Y:144,804.54), (37˚42′01.03″N, 126˚22′26.85″E)
- 어항관련 사업으로 조성된 육역(선착장 등)[1]
  - 547-16제,547-34잡,547-35제,547-36제,547-37잡,547-40대,763-60잡,763-61잡, 547-62잡547-68잡,547-69잡,547-73잡,547-74잡,547-77잡,547-78잡,547-79잡, 547-80잡,547-81잡
  - 국유지 : 11,746m2,  시유지 : 10,197m2

## 어항 개발계획[1]
| 구분     | 시설별                            | 이용면적 (m2) | 비고 |
| -------- | --------------------------------- | ------------- | ---- |
| 기본시설 | 물양장, 선양장, 선류장, 선치장 등 | 2,179         |      |
| 기본시설 | 소계                              | 2,179         |      |
| 기능시설 | 주차장                            | 3,082         |      |
| 기능시설 | 도로                              | 676           |      |
| 기능시설 | 수산물직판장                      | 2,265         |      |
| 기능시설 | 야적장                            | 196           |      |
| 기능시설 | 유류저장시설                      | 152           |      |
| 기능시설 | 급유시설                          | 117           |      |
| 기능시설 | 창고                              | 300           |      |
| 기능시설 | 소계                              | 7,508         |      |
| 합계     | 합계                              | 9,687         |      |

## 교통 정보
외포항 ~ 석모도(석포항) 간에는 차도선이 매 30분 간격으로 운행하고, 외포항 ~ 볼음도 ~ 아차도 ~ 주문도 간은 여객선이 1일2회 운항하고 있다.